# Biserica „Adormirea Maicii Domnului” din Cerlina
Biserica „Adormirea Maicii Domnului” este o biserică amplasată în Cerlina, raionul Soroca, Republica Moldova. Este un monument arhitectural de importanță națională inclus în Registrul monumentelor Republicii Moldova ocrotite de stat cu nr. 213 (raionul Camenca). Datează din 1874.